# 攻城砲
攻城砲（こうじょうほう: siege artillery, siege gun）とは、城郭や要塞・砲台等を攻撃するための大口径の大砲。重砲（じゅうほう：heavy gun）とも呼称されるが、この場合は要塞砲等の固定砲や野戦で用いられる大型砲を含むより広い範囲のものを指す。

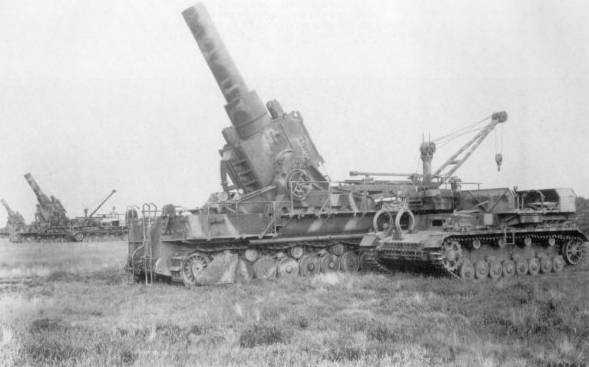
近代的な重砲、カール

## 歴史
もともと大砲は施設破壊に用いられた兵器であり、野戦に投入された後も攻城戦は大砲の大きな役割であった。厚い土塁や石垣・コンクリートで築城された堅固な設備に対する大砲の攻撃方法としては、長砲身のカノン砲か大口径の榴弾砲・臼砲を挙げることができる。前者はその高初速の弾丸により水平弾道で側面を、後者は大重量の弾丸を大射角から発射することで上面を破壊することを企図している。
このため大砲の重量は相当なものになり、中世では初期の攻城砲として巨砲が作られた。しかし要塞砲(coastal artillery)とは異なり敵地へ運搬する必要がある攻城砲は、近世まで船舶輸送を除けば馬匹牽引か人力しか移動手段がなかったため、以降は過度の大型化は避けられるようになる。フランス革命戦争頃には、野戦運用可能な攻城砲はカノン砲は24ポンド、臼砲は12インチが上限となった。この頃の攻城砲は大型の野戦砲としての側面も有していた。
その後、近代になると要塞の堅固化により再び大型化が求められるようになり、輸送手段の進歩でそれを可能にしつつも分解移動し現地で組み立てた上で運用されるようになる。また列車砲（railway gun, railroad gun）も攻城砲の運搬方法として用いられ、攻城砲は野戦での運用を考慮しない攻城戦専用の兵器となる。昭和初期の攻城砲はカノン砲で15センチ、榴弾砲で20センチ、臼砲で42センチ以上のものが必要とされた。
用途が限られた上、巨大化し運用も困難になりつつあった攻城砲は、第二次世界大戦以降は航空機による超大型爆弾の水平爆撃、そしてその水平爆撃に取って代わった弾道ミサイルの誕生により、戦艦と同様にその役割を終えることになる。攻城砲を防御戦闘に用いた例もあったが、装填速度の遅さ故に大した戦果は得られなかった。

## 攻城砲の例
- 初期の攻城砲
  - ウルバン砲
  - モンス・メグ
- フランス革命戦争
  - 24ポンド グリボーバルカノン砲
  - 12インチ グリボーバル臼砲
- クリミア戦争
  - マレット臼砲（実戦投入はされず）
- 南北戦争
  - パロット砲（30ポンド砲以上）
  - 13インチ列車臼砲（列車砲の元祖）
- 日露戦争
  - 二十八糎砲（元は沿岸砲）
- 第一次世界大戦
  - シュコダ30.5cm臼砲
  - ディッケ・ベルタ
  - 四五式二十四糎榴弾砲
- 第二次世界大戦
  - 九六式二十四糎榴弾砲
  - カール自走臼砲
  - M1 240mm榴弾砲